# 奥村組
株式会社奥村組（おくむらぐみ、英: OKUMURA CORPORATION）は、本店を大阪市阿倍野区に、本社を大阪市阿倍野区と東京都港区に置く総合建設会社（ゼネコン）。企業メッセージは「建設が、好きだ。」。

## 概要
同じ大阪に本社を置く竹中工務店・錢高組・鴻池組・淺沼組と並ぶ在阪ゼネコンの一つで、大輪会の会員企業である。ドラマ『BRIDGE』のモデルとなったことでも知られる。
建築技術では免震技術に強みを持ち、1986年には日本初の実用免震ビルとなる技術研究所管理棟を完成させた。また、奥村組の免震技術は建造物だけではなく、奈良国立博物館をはじめとした博物館や美術館の展示ケースや、チキウ岬灯台などの灯台レンズの保護の為にも用いられている。
土木技術ではシールド工法に強みを持ち、1965年に日本初の泥水式シールド工法である「OCMS工法」を開発して以来、国内外で施工実績を積み重ね、シールド工事の施工延長は、国内トップレベルの実績を誇っている。また、シールドマシン等を製作する奥村機械製作株式会社をグループ会社に持つ。
他のゼネコンに先駆けて2018年から「攻めの広報」を掲げ、1億円前後で推移していた広告宣伝費を6億円超に引き上げた。大阪国際女子マラソンの1社協賛を引き受けたほか、同マラソン向けに森川葵演じる「奥村くみ」を登場させたテレビCMの放映を始めた。大阪国際女子マラソン以外にもギターイベントや歌舞伎公演での協賛を手がけ、広告宣伝費は2023年3月期も9億円近い数字を見込んでいる。
近年は不動産事業の強化と共に、新規事業の拡大に力を入れており、バイオマス発電事業や夏秋いちごの栽培・出荷事業、水質浄化技術を活用したトラフグやバナメイエビの陸上養殖事業に取り組んでいる。バイオマス発電事業では、北海道石狩市の発電所が2023年3月に、福島県平田村の発電所の1号機が2022年5月に、2号機が2023年4月にそれぞれ営業運転を開始している。トラフグの陸上養殖事業では、2023年3月に「太平のさかな」のブランド名で試験販売を開始した。
新規事業の拡大を進めるため、2023年9月に「MINATO Accelerator」に事業会社パートナーとして参画した。また、翌月の10月には産官学民の技術者等との分野を超えた交流・連携の拠点として、JPタワー（東京都千代田区）22階に新オフィス「クロスイノベーションセンター」を開設した。
2024年から奥村組・戸田建設・西松建設の3社で土木工事におけるシステム連携・共同利用、データ連携・活用を共に行う共同研究開発に関する契約を締結し、「土木工事プラットフォーム」の構築を開始した。

## 沿革
- 1907年（明治40年） - 奥村太平が森本千吉に弟子入りし、個人企業として土木建築請負業を創業[25]。
- 1921年（大正10年） - 奈良県で奥村組発足。
- 1924年（大正13年） - 大阪市に奥村組本店を開設。
- 1924年（大正13年） - 奥村組の第1号工事「大正水力電気神戸幹線第2工区特高送電線建設工事」を受注。

- 1938年（昭和13年） - 株式会社奥村組を設立(資本金48万円)。
- 1953年（昭和28年） - 奥村機械製作株式会社を設立。
- 1955年（昭和30年） - 戦時中に解体された通天閣の復活を願う地元の人々に応え、約1年の超突貫工事の末に高さ103ｍの「二代目通天閣」を完成[26]。
- 1962年（昭和37年） - 「奈良県庁舎建築工事」を受注。1965年3月に完成させ、翌年には奥村組初となる「建築業協会（BCS）賞」を受賞。
- 1965年（昭和40年） - 日本初の泥水式シールド工法「OCMS工法」を開発。
- 1980年（昭和55年） - 本店を大阪市阿倍野区に移転。
- 1981年（昭和56年） - 世界初の4つ目トンネルである鷲羽山トンネル工事を受注。
- 1986年（昭和61年） - 日本初の免震ビル・技術研究所管理棟を完成。
- 1987年（昭和62年） - 日本初の「免震マンション工事」を受注。
- 2001年（平成13年） - ハニカムセグメントを用いた同時施工が国土技術開発賞最優秀賞を受賞[27]。
- 2006年（平成18年） - 「三重県立熊野古道センター」を竣工。「第13回公共建築賞」、「JIA優秀建築賞」、「日本建築学会作品選奨」、「第49回BCS賞」、「第40回中部建築賞」を受賞[26]。
- 2007年（平成19年） - 創業100年を迎え、奥村記念館（奈良県奈良市）を開館[28]。
- 2014年（平成26年） - 「あべのハルカス」を共同施工。あべのハルカス26階に「西日本支社ハルカスオフィス」を開設し、関西支店と建築設計部を移転[29]。
- 2023年（令和５年） - JPタワー22階に「クロスイノベーションセンター」を開設[30]。

## 経営理念
「堅実経営」と「誠実施工」を信条に、社会から必要とされ続ける企業として、社業の発展を通じ広く社会に貢献する。
「堅実経営」と「誠実施工」は、創業者である奥村太平の「お客さまに安心してお使いいただけるモノを納め、長きにわたってお守りする」という信念が元になっている。

## 主な施工実績
- 三吉橋（東京都中央区）
- 二代目通天閣（大阪府大阪市）
- 奈良県庁舎（奈良県奈良市）
- 万国博ホール（大阪府吹田市万国博会場）
- 青函トンネル白符工区（北海道上磯郡）
- 上越新幹線上毛高原駅（群馬県利根郡）
- 横浜スタジアム（神奈川県横浜市）
- 高知アンパンマンミュージアム（高知県香美市）
- 海ほたる（千葉県木更津市）
- 三春ダム（福島県田村郡）
- 中部国際空港（愛知県常滑市）
- ゆりかもめ豊洲駅（東京都江東区）
- 三重県立熊野古道センター（三重県尾鷲市）
- JR九州新幹線新水俣駅（熊本県水俣市）
- 関西国際空港第二期空港島（大阪府泉南郡田尻町・泉佐野市・泉南市）
- 阪神なんば線西九条駅・九条駅（大阪府大阪市）
- 東京芸術劇場（東京都豊島区）
- 都シティ 近鉄京都駅（京都市下京区）
- 天王寺ミオ（大阪府大阪市）
- 舟川ダム（富山県下新川郡）
- 北九州市立大学（福岡県北九州市）
- 東北中央自動車道山形上山インターチェンジ（山形県上山市）
- 中央自動車道八王子ジャンクション（東京都八王子市）
- 台湾桃園国際空港MRT空港線（台湾）
- 旧善通寺偕行社改修工事（香川県善通寺市）
- シティタワーグラン天王寺（大阪府大阪市）
- 福島ガーデンズタワー（大阪府大阪市）
- シティタワー大阪福島（大阪府大阪市）
- 志賀直哉旧居改修工事 (奈良県奈良市)
- あべのハルカス（大阪府大阪市）
- 北九州スタジアム（福岡県北九州市）
- 奈良県総合医療センター（奈良県奈良市）
- 奈良公園バスターミナル（奈良県奈良市）
- 青森県庁舎耐震改修・内外装改修工事（青森県青森市）
- CROSS DOCK HARUMI（東京都中央区） -  物流倉庫からオフィス・展示場へのコンバージョン（用途変換）
- 和歌山城ホール（和歌山県和歌山市）
- 日本生命淀屋橋ビル（大阪府大阪市）

## 「プロジェクトX」
奥村組は幾度かNHKのドキュメンタリー番組「プロジェクトX」にも取り上げられた。
下記は同番組の第72回「通天閣 熱き7人」の放送内容の概要。
大阪のシンボル通天閣は火災をきっかけに戦時中の金属献納運動のため、1943年2月25日に解体された（鉄材約300トン）。終戦後10年を経て、地元新世界の人々は「自分達の手で通天閣を再建しよう」と資金を出し合い、通天閣観光株式会社を設立。大阪市の協力を得、早稲田大学教授・内藤多仲工学博士に設計を依頼、図面完成と同時に奥村組に施工の申し越しがあった。当時の企業規模からすると大きなリスクを伴う物件であったが「地元のことでもあり、また成功すれば会社にとっての財産になる」と奥村太平（当時社長）は受注することを決し、着工に至った。地元住民の注目を集めるなか、1956年10月、高さ103メートルの通天閣が完成した。
また、下記は第161回「鉄道分断 突貫作戦 奇跡の74日間」（阪神・淡路大震災10年追悼特集 JR神戸線六甲道駅復旧・奥村組 1月11日）の放送内容の概要。
1995年1月17日に発生した阪神・淡路大震災でJR神戸線六甲道駅一帯が崩落し、復旧までには最低でも2年はかかるといわれていた。ところが奥村組は被害の少なかった高架橋をジャッキで持ち上げ、柱などを作り直し、高架橋もそのまま再利用するジャッキアップ工法によってわずか74日で復旧させ元の姿に戻した。インフラの復旧は、被災者・被災地にとって最も重要なもののひとつで、不眠不休での復旧作業は地元住民から高い評価を受けた。また、当該復旧工事はドラマ『BRIDGE はじまりは1995.1.17神戸』の元となった。

## テレビCM
知名度やブランドイメージの向上の為の広報活動を検討していた段階で、電通関西支社から「大阪国際女子マラソン」への協賛を提案された。そこで、大阪に本社を置き、社長が大阪建設業協会の会長を務め、女性の活躍推進も掲げる同社は、提案を対外的なPRのほかにもインナー向けの施策や社会貢献としても協賛する意味があると判断し、実施に踏み切った。協賛には社名の掲示だけではなく、マラソン中継番組内に600秒のCM放映枠（30秒CMが20本）の提供があったため、CMを作ることとなった。
CMには、女優の森川葵を起用。女性キャラクターをメインにしたのは、「男女問わず活躍できる建設業界をアピールしたい」「建設業界の既存のイメージを払拭したい」という思いからである。2024年には野球ファンが多いビジネスパーソンへのアプローチを狙い、MLBボストン・レッドソックス所属の吉田正尚を起用した新CMを発表した。
「建設LOVE 奥村くみ」シリーズ（2018年１月- 現在）
- 森川葵 - 「奥村くみ」役
  - 2022年以降は、「建設LOVE」以外のCMにも「奥村くみ」を名乗らずに出演。当社の歴史と取り組みを講談調に紹介するCMでは、創業者の奥村公平をかたどったフィギュア人形も声付きで登場させている。
- 山中崇 - 「奥村くみ」の上司役で出演。
- 塚本凌生 - 「奥村くみ」の同期「土木匠」役で出演[36]。
- 木村舞輝 - 「奥村くみ」の部下役。
  - 実父は奥村組社員で、CM「安全戦士くみ」篇にて親子共演を果たした[37]。

「想いが宿るユニフォーム」篇・「想いを受け継ぐ背中」篇（2024年１月 - ）
- 吉田正尚
  - 奥村組の建設現場（追手門学院大学総持寺キャンパスⅡ期工事）に訪問した吉田選手が、そこで感じ取った奥村組の社員達の堅実さ、誠実さ、熱意をモノローグ調で語るドキュメンタリーCMに出演[38]。
  - CMへの出演はレッドソックスへの入団前（オリックス・バファローズへの在籍時）を含めても初めてだが、CMでは当社の建設作業員と同じ「ユニフォーム」（作業服・ヘルメット・安全靴）を着用しているほか、建設現場への訪問中に自らカメラで撮影した映像も用いられている[38]。

テレビCMには、上記の人物が登場しないイメージCMを含めて、竹原ピストルの書き下ろし曲「いくぜ! いくか! いこうよ!」が流れている。

## 歴代社長
- 奥村太平：1938年 - 1963年
- 奥村太四郎：1963年 - 1971年
- 奥村俊夫：1971年 - 1995年
- 奥村正太郎：1995年 - 2001年
- 奥村太加典：2001年 -

## 関連会社
- 奥村機械製作株式会社
- 太平不動産株式会社
- 石狩バイオエナジー合同会社
- 平田バイオエナジー合同会社

## スポンサー活動
- 大阪国際女子マラソン
  - 第37回（2018年）から協賛を開始したことを機に、コンセプトである「建設が、好きだ。」を策定[31]。前述したCMシリーズのニューバージョンを制作した際には、関西テレビが全国ネット向けに制作するテレビ中継の中でいち早く放送している。また、大阪国際女子マラソンの附帯イベントとして同日に開催される「大阪ハーフマラソン」「大阪エンジョイRUN」への協賛も行っている[39]。
- 日経スペシャル ガイアの夜明け
  - 2018年2月6日から2021年3月23日までの放送分を他の複数の企業と共同で提供。
- 新説!所JAPAN→所JAPAN
  - 2018年11月から2023年3月の『所JAPAN』終了まで提供。
- がっちりマンデー!!
  - 2021年4月4日放送分から他の複数の企業と共同で提供を開始。
- ゴルフ交遊抄
  - BSテレ東での放送分限定で提供。
- J-WAVE TOKYO GUITAR JAMBORE
  - 2020年開催の「J-WAVE TOKYO GUITAR JAMBOREE 2020 RETURNS supported by 奥村組 」から始まり、毎年協賛をしている。
- 姫路城世界遺産登録30周年記念 平成中村座姫路城公演（関西テレビ放送開局65周年記念事業）[40]